# Castell d'Arrifana
El castell d'Arrifana (en portugués: ribat de Arrifana) fou un complex religiós i militar del període musulmà, situat al municipi d'Aljezur, al districte de Faro, a Portugal. Segons les fonts islàmiques, es feia servir com un convent de monjos guerrers, i es començà a construir al voltant del 1130 per Ibn Qàssim, dirigent musulmà de Silves. Va ser parcialment convertit en una torre de talaia al segle xiv, i perdurà fins al segle xviii. Va ser identificat pels arqueòlegs el 2001 en les ruïnes de Ponta da Atalaia. Es considera un dels principals vestigis del període musulmà portugués, i està classificat com a Monument Nacional des del 2013.

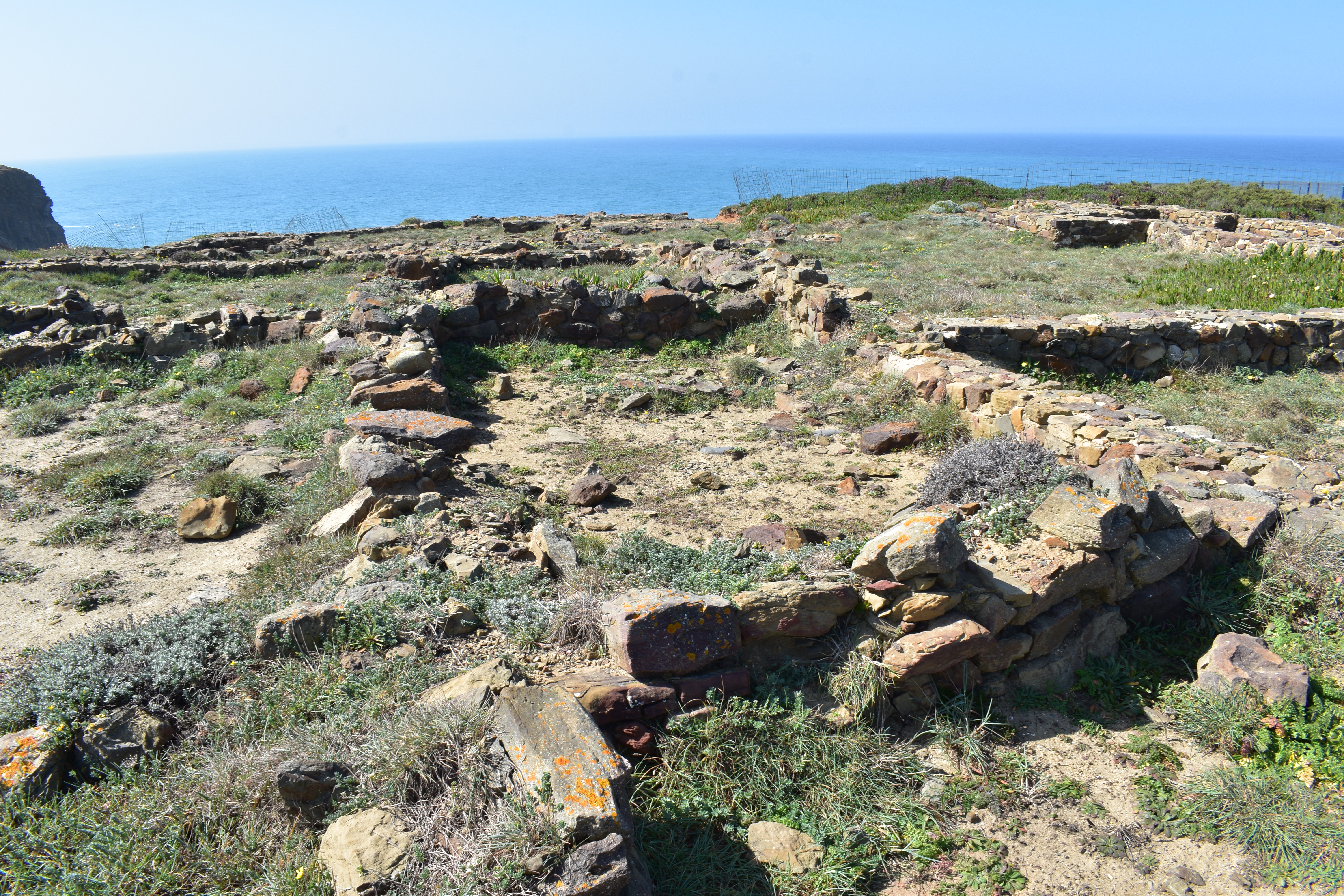
Sector I de les ruïnes del Ribat, el 2020

## Descripció

### Situació
El castell d'Arrifana està situat a Ponta da Atalaia, un petit promontori rocós, a la zona de Vale da Telha, a la freguesia i municipi d'Aljezur, part del districte de Faro.
Aquesta zona fou escollida per motius estratègics, doncs els dies de cel net es pot vigilar la franja costera des del cap de Sâo Vicente fins al cap Sardão, a l'Alentejo. A més a més, llavors era en una àrea que feia frontera entre la regió conquistada pels cristians i la dominada pels musulmans, i alhora estava allunyat de Faro i Silves, que estaven controlats pels enemics d'Ibn Qàssim. El lloc era a prop d'una alcaria o lloc de gran importància espiritual, per difondre millor tant el missatge sufista com els ideals d'Ibn Qàssim, que serien el principi d'un nou govern teocràtic. La zona situada als finals del món conegut també significava la connexió entre la terra i la mar, i servia de metàfora entre els dominis de la matèria i l'esperit.
La platja, entre penya-segats d'esquist gris i calcària blanca o daurada, erosionats per l'aire i la mar, s'inscriu dins el Parc Natural del Sud-oest Alentejano i Costa Vicentina. S'hi troben els vestigis d'una edificació, que la tradició denomina castell da Arrifana, al·ludint a la residència d'Ibn Qàssim, príncep independent del primer Regne de l'Algarve, que n'hauria deixat la capital, Silves, per dedicar-s'hi a la contemplació i a l'escriptura.

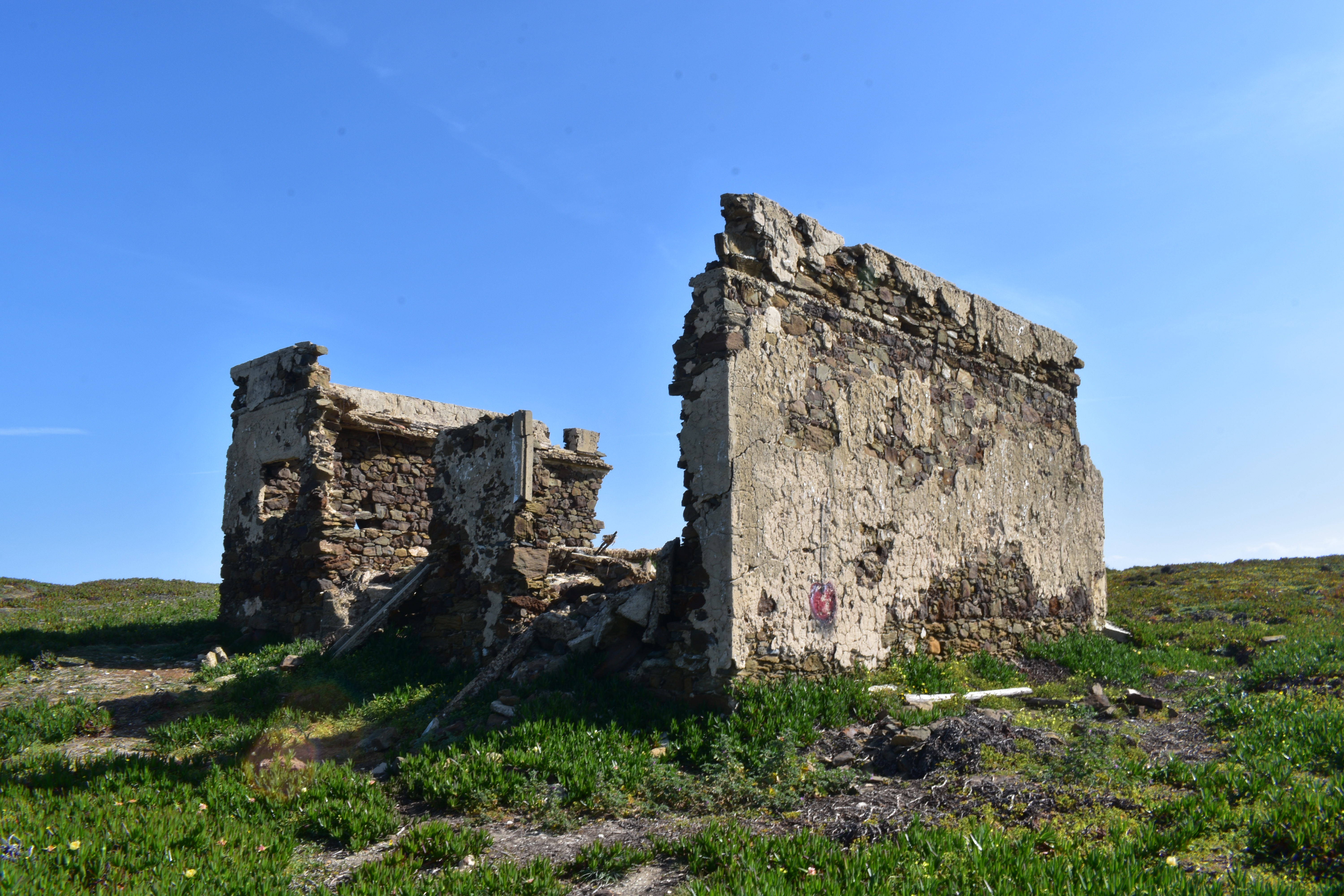
Ruïnes del Lloc de Guàrdia Fiscal, junt als vestigis del ribat

### Protecció i importància
El castell d'Arrifana és una estructura única a Portugal, i és probablement l'únic complex religiós del període musulmà a la zona occidental de la península Ibèrica. En tota la península només s'ha identificar un altre ribat, el de Guardamar, prop d'Alacant (País Valencià). La importància del castell d'Arrifana també rau en la considerable quantitat de fonts sobre el complex i el seu fundador, Ibn Qàssim. El jaciment arqueològic ha estat visitat des de llavors per ciutadans de diverses nacions islàmiques.
El conjunt fou classificat com a Monument Nacional pel Decret núm. 25/2013, de 25 de Juliol. Va ser el primer vestigi arqueològic a tenir aquella categoria al municipi d'Aljezur.

### Significat i composició
Un ribat o rîbat és un conjunt fortificat que també tenia funcions religioses; es feia servir de base per a monjos guerrers d'origen musulmà, que feien vot de pobresa. Incloïa diversos edificis religiosos, com una mesquita, i altres amb funcions més militars, com ara una cavallerissa. El complex s'organitzava en quatre grans àrees, de funcions diferents, adaptades a la situació del terreny. La península en què se situava el ribat estava envoltada, de banda de terra, per un llarg mur, del qual s'excavaren almenys dues parts.
El castell d'Arrifana comparteix algunes característiques amb el de Guardamar (País Valencià) i amb d'altres del nord d'Àfrica, com l'organització urbanística oberta, la manca d'una muralla de defensa, i l'adaptació de les estructures a l'ondulació del terreny.
El conjunt inclou també el castell d'Aljezur i els vestigis d'unes torres talaia a la zona, que permetien el control d'aquell tram de la costa. A l'Algarve, el ribat formava part d'un conjunt d'estructures militars relacionades amb Silves, que també incloïa el castell d'Alferce.

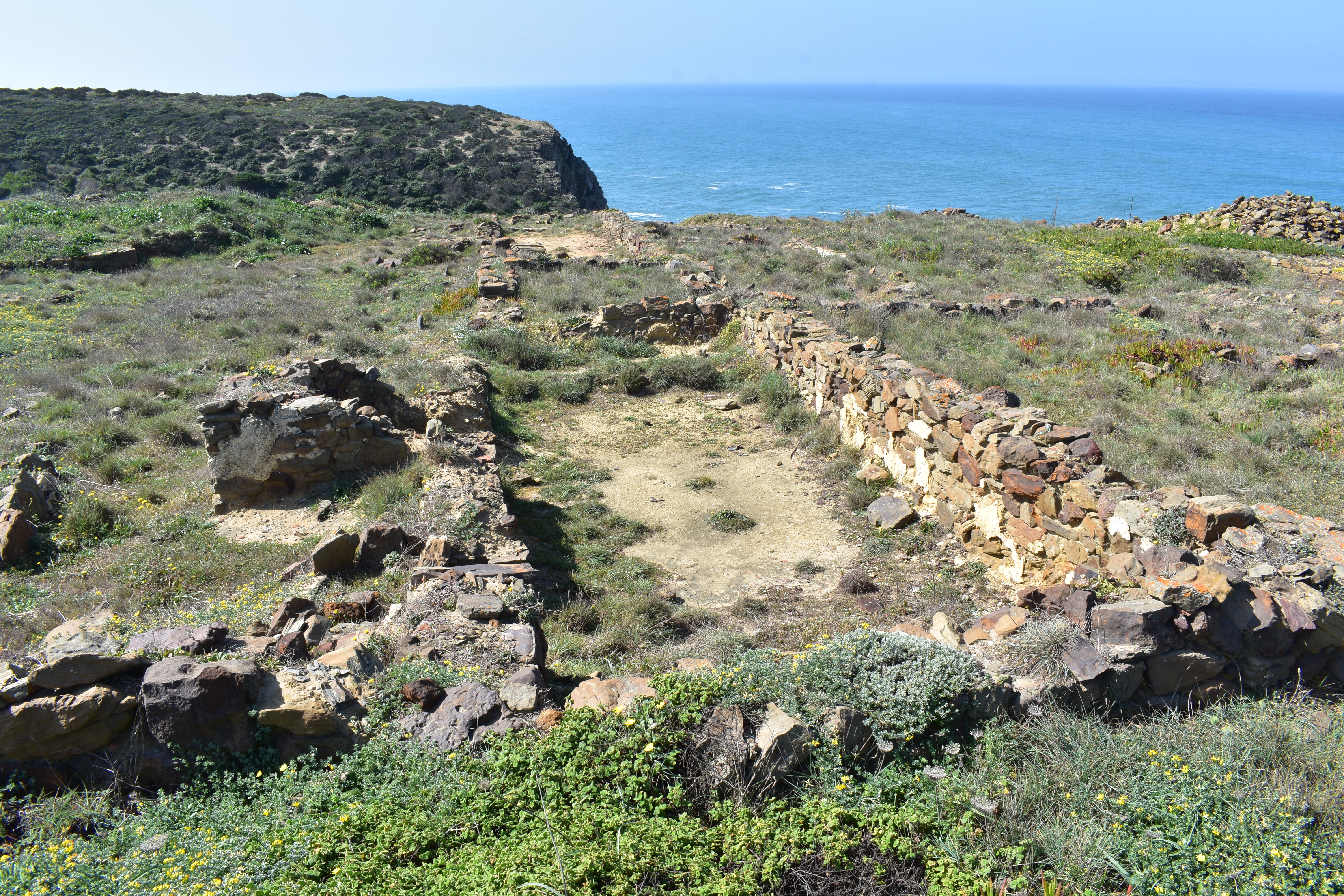
Sector 4 de les ruïnes, al 2020

#### Entrada i necròpoli (sector 4)
L'entrada del ribat es feia pel costat sud-est, on hi havia diversos edificis, incloent-hi dues o tres mesquites, tal vegada l'àrea on es feia la introducció als principis sufís. També al sud-est hi havia una necròpoli amb seixanta-cinc sepultures actuals, de les quals set van ser totalment investigades. Aquestes sepultures tenen formes rectangulars o trapezoïdals, i grandàries i constitucions diferents; algunes estan unides a la parets de les alquibles de les mesquites a la zona de l'entrada. Les sepultures tenien túmuls baixos de terra i estaven envoltades per murets d'esquist. Cada individu s'enterrava en decúbit lateral, sobre el costat dret, en el sentit sud-oest a nord-est, i amb la cara cap al sud-est, en direcció a la Meca. A més de les sepultures musulmanes, n'hi havia tres de cristianes, que poden haver pertangut a guerrers cristians que lluitaven com a islàmics. Els túmuls tenien esteles anepígrafes de petites dimensions, tret de dues, en què s'havien gravat texts majors, i que encara es trobaven a l'indret. Aquestes esteles epígrafes són de gran interés, perquè són les úniques del període islàmic trobades al seu lloc d'origen, de tota la península Ibèrica. Segon l'arqueòloga Rosa Varela Gomes, la necròpoli es trobava en bon estat de preservació, cosa poc comuna entre les estructures d'aquell tipus del període islàmic. Junt a la necròpoli hi havia una zona, identificada com a sector 4, que estava separada per un mur, i on hi havia una escola alcorànica o madrassa, que tenia un pati de grans dimensions i diverses cel·les annexes al sud-est. La necròpoli podia estar envoltada per un mur.

#### Accés a Ponta da Atalaia (sectors 1 i 2)
A la zona oest, on la península s'estretia, hi havia una altra zona, classificada com a sector 1, que seria probablement la part més activa del ribat, i serviria com a punt de control de l'accés al promontori de la talaia. Aquesta seria l'única forma d'accedir a la punta, naturalment protegida per la riba de la costa. Aquesta zona d'accés estava densament ocupada per edificis, incloent-hi quatre mesquites de planta rectangular, una de grans dimensions, que estava compartimentada i tenien el mihrab cap a la Meca, a la mateixa paret del portal d'entrada. També s'hi identificaren uns edificis rectangulars, dos de dimensions superiors, amb patis, i dividits en habitacions. Van ser-hi descoberts edificis residencials de característiques molt semblants a les del castell de Salir. A pocs metres de distància de les cases, cap al sud, queda el sector 2, on hi havia una petita mesquita amb annexos, junt a la riba costera, que probablement estaria reservada per a una figura d'importància.

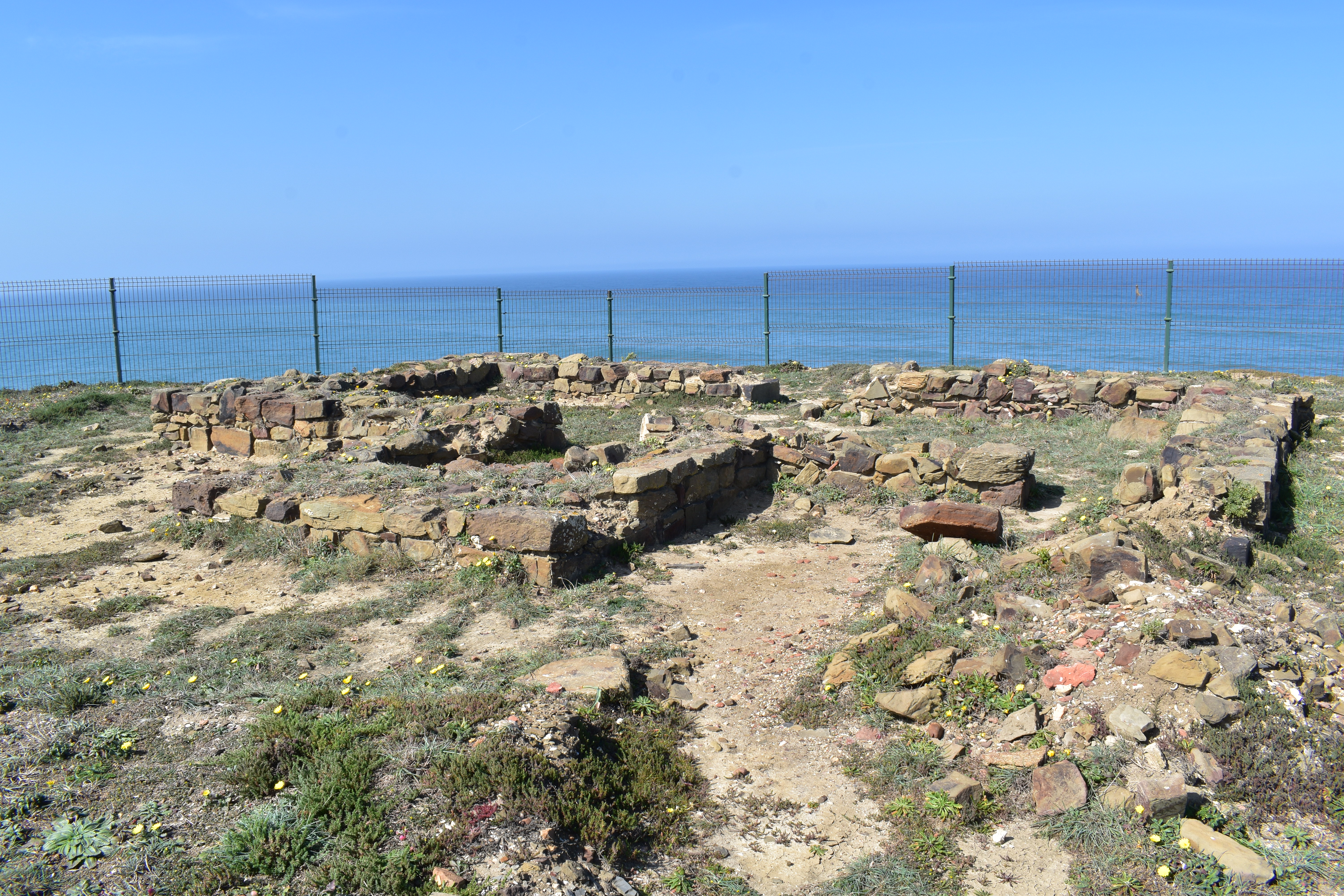
Ruïnes de la mesquita, al sector III

#### Ponta da Atalaia (sector 3)
Al cim del promontori, classificat com a sector 3, hi havia un altre grup d'edificis, amb una mesquita amb mur per a oracions i un minaret de planta circular. Aquell lloc seria probablement el més sagrat en tot el conjunt. Aquest nucli haurà seria la primera part del ribat a construir-se. Aquest minaret probablement també serviria per a vigilar la costa, utilització que va continuar després de la conquista cristiana, i fou reaprofitat al segle xiv com a torre vigia.

## Troballes
Hi aparegué una quantitat d'artefactes més reduïda de l'habitual en contexts poblacionals, la qual cosa pot reflectir un reduït període d'ocupació. S'hi trobaren peces relacionades amb activitats diàries, com la preparació i consum d'aliments, caça i pesca, captura de mol·luscs, i filatura i tèxtil, i d'altres que apunten a una utilització espiritual, com ara plaques d'esquist epígrafes dins els edificis, molts gresols, alguns amulets, i diverses inscripcions de fe a Déu. Les peces de ceràmica trobades són fragments de copes, vasos, pitxers i gerros, gibrells amb un estil simple i decoració que apunten cap a l'interval entre els segles XII i XIII. També va ser descoberta una ampolla de vidre, peses de teler, diversos objectes en os i pedra, i d'altres en metall com plom, i armes. També van ser descobertes restes d'alimentació, com vestigis de mol·luscs. A la necròpoli, es trobaren parts d'esquelets humans.

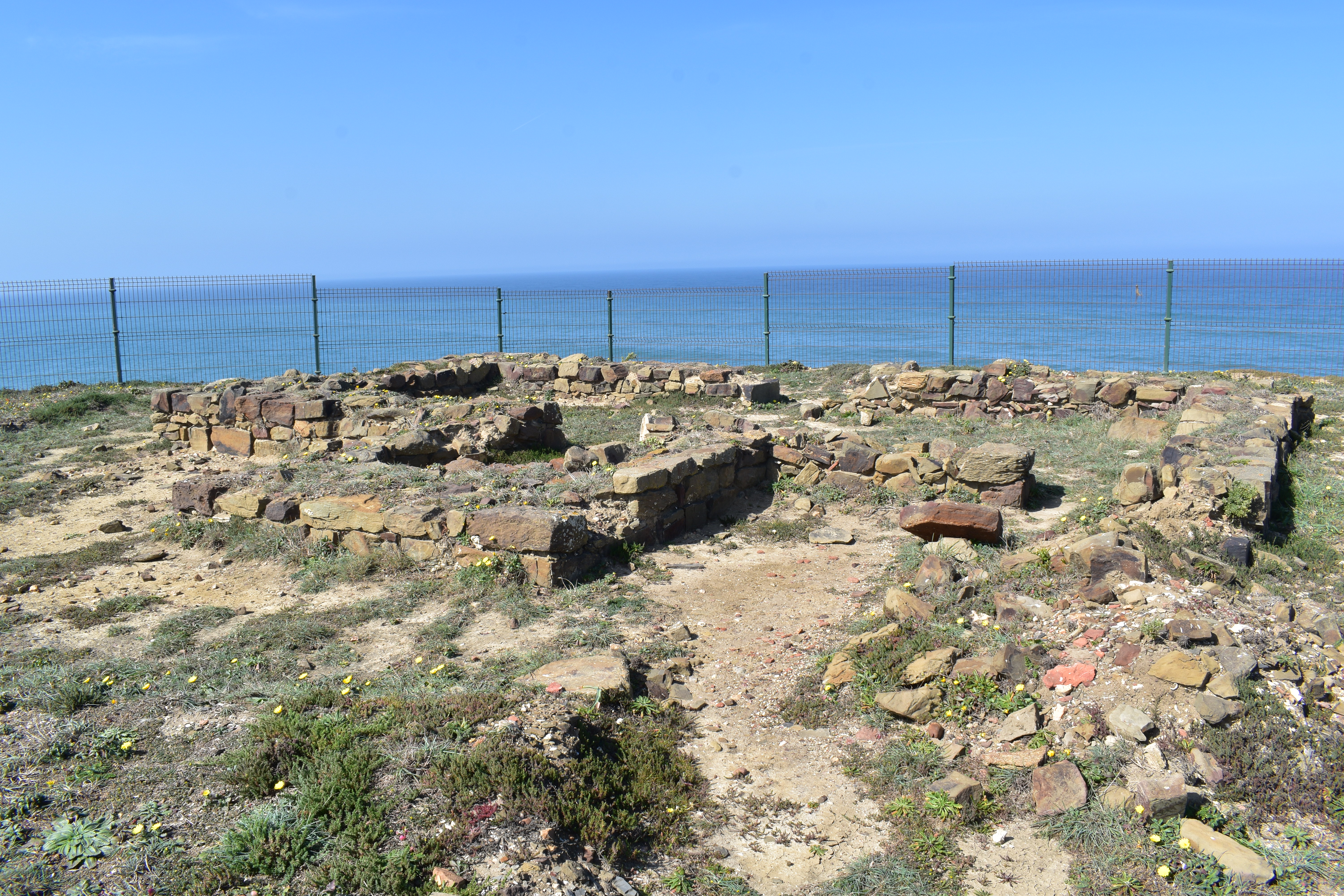
Detall d'un mihrab, al sector III de les ruïnes

## Història

### Construcció i declivi
El ribat fou fundat per Ibn Qàssim, un dirigent islàmic nascut a Silves. Originàriament oficial de la duana d'aquella ciutat, va decidir dedicar-se a la religió, i ingressà en una zauia (ermita islàmica) d'Arrifana, per fer una vida de meditació, i donà la meitat dels seus béns als més pobres. S'afirmà com a mahdí, i va crear un nou grup polític religiós, el moviment muridista. Entrà en una Jihad (guerra santa) pel domini de la regió sud-est de la península, i combaté contra les dinasties almoràvit i almohade, que controlaven les ciutats de Silves i Faro. Ibn Qàssim va desenvolupar la zauia amb el que restava dels seus béns, fent-la en un ribat, que seria la base de la seua força espiritual i militar. La fundació del ribat es feu al voltant del 1130. El conjunt va passar per tres fases distintes d'expansió.
El ribat tingué gran importància durant el domini islàmic; fou referit per diversos historiadors i geògrafs d'aquell període, incloent-hi Ibn al-Abbār, que explicà que Ibn Qàssim s'havia retirat al monestir d'Arrifana, situat a la costa; i Yaqût, que al segle XIII va descriure la zona d'al-Rihana (Arrifana) situada a la franja costera al nord del cap de l'Algarve, posteriorment conegut com a cap de Sâo Vicente. Una altra figura important que va esmentar a Ibn Qàssim fou Alexandre Herculà, que l'identificà com a aliat del primer monarca portugués, Alfons I. Al cap d'uns anys, els muridistes eren la major potència de la zona, i dominaven al 1144 la taifa de Silves, tot l'Algarve i part del Baix Alentejo; derrotant les forces de la família Banu Al-Mallah i dels almoràvits. El 1151, Ibn Qàssim va temptar una aliança amb el primer monarca portugués, Alfons I, contra Abd-al-Mumin, senyor del Gharb al-Ândalus, encara que va fallar a causa de l'assassinat d'Ibn Qàssim aquest mateix any, a Silves. Per la seua mort, el ribat va ser abandonat uns anys després. El moviment muridista encara va continuar durant alguns anys després de la mort del seu mentor, i mantingué la plaça de Tavira fins al 1167.

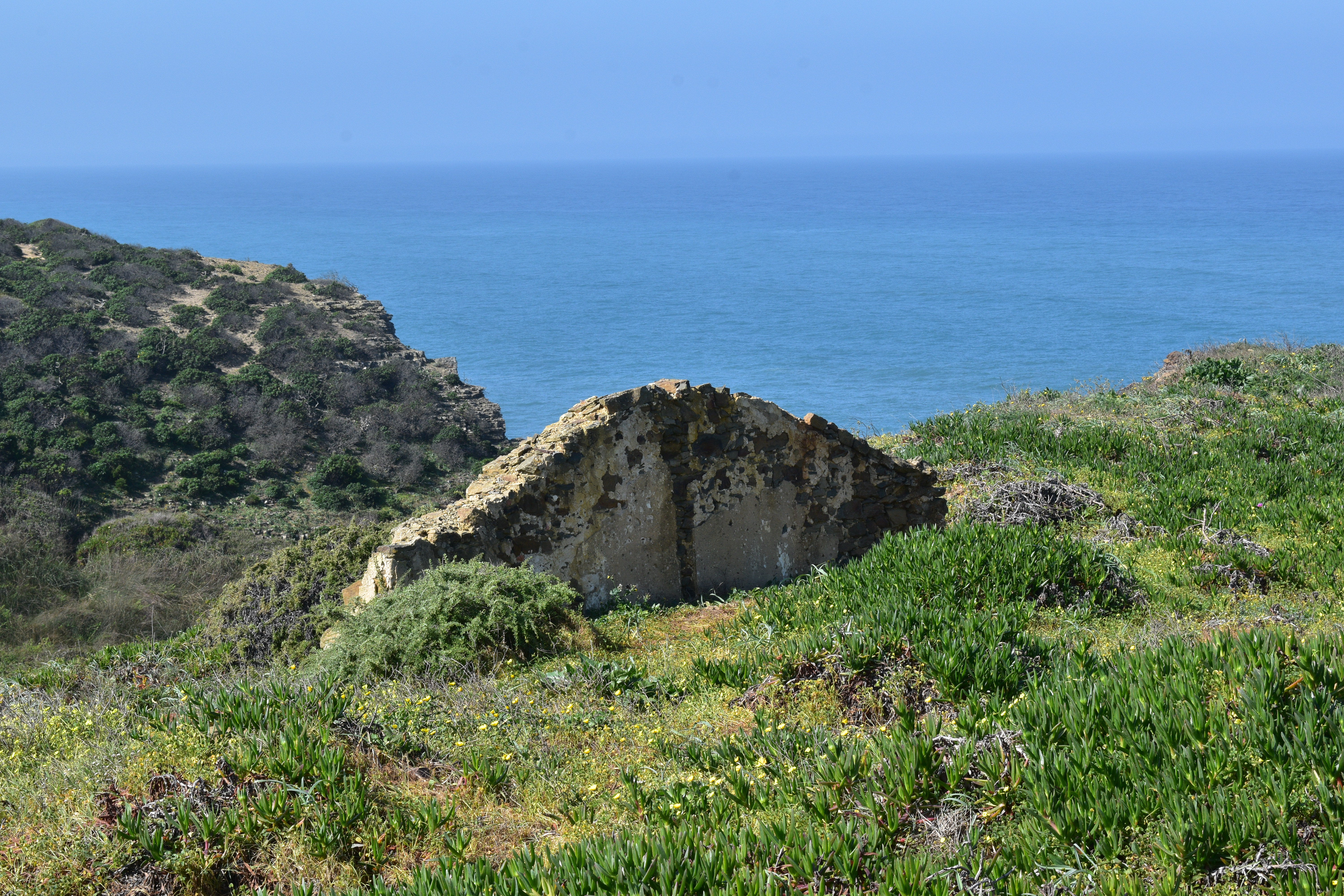
Mur junt a la ruïnes del ribat, tal vegada pertanyent a l'antiga casa rural

### Població posterior
Al segle xiv, l'antic minaret esdevingué una torre talaia, que va resistir fins al segle xviii, i donà nom a Ponta da Atalaia.
A causa de la destrucció produïda pel terratrèmol de 1755, se n'aixecà una nova església al marge oposat, i s'hi desenvolupà la població. 
Més tard es construïren dos edificis damunt les ruïnes, a la zona sud-est: una casa rural i un lloc de la guàrdia fiscal.
El 1943, durant la Segona Guerra mundial, la zona d'Arrifana i de Ponta da Atalaia fou escenari de la batalla d'Aljezur, entre avions britànics i alemanys.

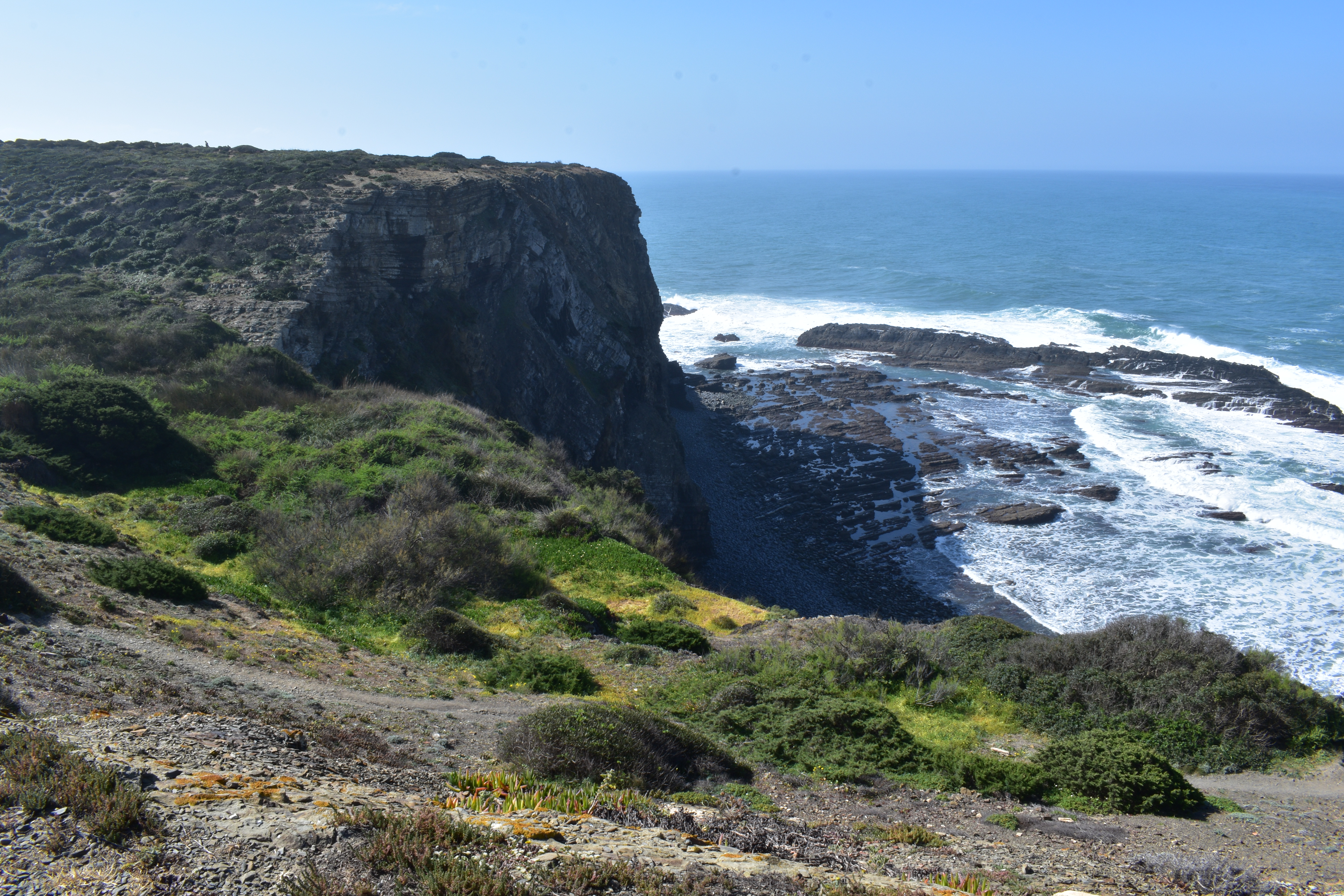
Golf al sud-oest del ribat de Arrifana

### Redescoberta
La localització primitiva del castell d'Arrifana es va perdre; alguns historiadors suggeriren que estava situat dins el castell d'Aljezur o al fort da Arrifana, a la rodalia de la platja amb el mateix nom. Existien diverses referències documentals del ribat, però, malgrat la tradició local, no n'hi havia testimoniatges materials associats a la cultura islàmica. Tot i que almenys des del segle xix es reconeix l'existència de ruïnes a la zona de Ponta da Atalaia, només al 2001 els identificaren com de l'antic castell d'Arrifana els arqueòlegs Mário i Rosa Varela Gomes. De seguida, se'n feren recerques a l'indret i s'hi trobaren vestigis d'edificis: diverses mesquites, una gran necròpoli, un mur per a oracions, la base d'un minaret circular, una escola alcorànica (madrassa), etc. Les excavacions es començaren al 2002, amb l'orientació de Rosa Varela Gomes i Mário Varela Gomes.
El 2012, s'hi descobrí la làpida d'una sepultura, amb el nom d'Ibrāhīm bn Sulaymān bn Hayyān, mort el 1148, que podria haver estat un pelegrí o un monjo que va morir a l'indret, o un guerrer. El 17 de juliol de 2013, el ribat es classificà com a Monument nacional.
El 22 de juliol de 2014, la Universitat Nova de Lisboa va informar que estaven fent-hi investigacions arqueològiques, coordinades per Rosa Varela Gomes i Mário Varela Gomes, professors del Departament d'Història de la Facultat de Ciències Socials i Humanes de la Universitat Nova de Lisboa, i arqueòlegs de l'Institut d'Arqueologia i Paleociències de la mateixa universitat. En les investigacions van col·laborar les antropòlogues Nathalie Antunes Ferreira i Filipa Amado dos Santos, i alumnes d'arqueologia de la Facultat. Durant les investigacions, s'hi trobaren algunes sepultures, de les quals quatre encara amb ossades, que permetrien estudis bioantropològics i relatius a rituals. Se n'excavaren set sepultures amb set esquelets, un d'ells de dona, cosa poc usual, donada la naturalesa del ribat, encara que pogués haver viscut a dins. Una de les principals troballes durant la campanya fou un llenç de la muralla, amb prop de 10 m. Fins al 2014, només s'havia excavat un terç de l'àrea del ribat.
A l'agost de 2016, el ministre de Cultura, Luís Filipe Castro Mendes, va visitar el castell d'Arrifana, i s'hi reuní amb el representant a Portugal de la fundació suïssa Aga Khan Trust For Culture, el president de la Cambra d'Aljezur, José Amarelinho, membres de l'Associació de Defensa del Patrimoni Històric i Arqueològic d'Aljezur, la directora de Cultura de l'Algarve, i el director de Béns Culturals de la Direcció General de la Cultura. La fundació Aga Khan es va mostrar interessada a continuar les investigacions arqueològiques al ribat, i construir un centre d'interpretació. No obstant això, el procés estava deturat a causa de la resistència de l'amo dels terrenys on era el ribat, amb el qual les negociacions ja duraven anys, sense èxit. El ministre va afirmar que, si les negociacions no tinguessen èxit, el govern podria expropiar els terrenys, d'acord amb la classificació del ribat com a Monument nacional. El representant de la fundació Aga Khan a Portugal, Nazim Ahmad, va subratllar que la valoració d'aquest monument seria no sols important per a Portugal, sinó també a nivell internacional, per als arqueòlegs i altres investigadors de la cultura islàmica. D'aquesta forma, va defensar la construcció d'un centre d'interpretació i d'estudis, que a més d'informar els turistes, també aniria a donar suport als arqueòlegs, els estudiants i altres investigadores.
L'agost de 2018, l'historiador marroquí Ahmed Tahiri publicà Aljezur i el Ribāt al-Rayhâna en la història del Gharb al-Andalus, en la Junta de freguesia d'Aljezur. Aquesta obra, publicada per l'Associació de Defensa del Patrimoni Històric i Arqueològic d'Aljezur, escrita en portuguès i àrab, estudia a fons diversos aspectes d'Aljezur i del Ribāt de Arrifana, en el context del Gharb Al-Andalus. Al novembre d'aquest any, la secretària d'estat de Cultura, Ângela Ferreira, apunta el ribat com una de les obres a iniciar el 2019, i afirma que la qüestió del ribat estava sent tractada entre el Ministeri de Cultura i la Direcció General del Patrimoni Cultural. En una entrevista al març de 2019, Adriana Freire Nogueira, directora regional de Cultura de l'Algarve, informa que la intervenció en el castell d'Arrifana, amb valor de 500.000 euros, era una de les sis considerades urgents en els monuments de l'Algarve, fins a 2020.
El 10 de juliol de 2019 se signa un protocol de cooperació per a la investigació i preservació del ribat de Arrifana, entre la Universitat Nova de Lisboa, el Ministeri de Cultura, el govern d'Aljezur i l'associació Aga Khan Trust Sigui Culture, a més de la construcció d'un centre interpretatiu.